# Il marchese del Grillo
Il Marchese del Grillo és una pel·lícula de comèdia italiana del 1981 dirigida per Mario Monicelli i protagonitzada per Alberto Sordi com a personatge principal. La pel·lícula representa episodis de principis del segle xix de la vida d'un noble a Roma. Basada lliurement en els relats folklòrics de l'autèntic Onofrio del Grillo (que va viure al segle xviii), aquest personatge fa una sèrie de bromes, una de les quals fins i tot involucra al Papa Pius VII. La famosa línia Io sò io, e voi non siete un cazzo (literalment "Sóc qui sóc, i tu no ets fotudament ningú"), és apropiada del sonet de Belli de 1831, "Li soprani der monno vecchio".

## Argument
Roma, Any de Nostre Senyor 1809. El Papa Pius VII amb els seus cardenals i ministres gestiona tant el poder temporal com espiritual dels Estats Pontificis a Itàlia. El marquès Onofrio del Grillo és un dels seus favorits, però fins i tot el pitjor de tota la noblesa. Com a noble privilegiat i protegit, Onofrio se sent lliure de fer les seves bromes als pobres sense tenir por de les conseqüències. En una ocasió, quan és detingut en un sopar amb delinqüents comuns, es dirigeix al poble en un discurs vulgar, afirmant que la seva noblesa li permet fer el que vol, i que ells, essent pobres, no valen res. Memorable és la disputa entre el pobre jueu Aronne Piperno i el marquès pel pagament d'un sou. Aaron es sorprèn quan Onofrio es nega a pagar amb l'argument que el seu creditor, sent jueu, és un assassí de Jesús. Aaron porta el seu cas als tribunals, però Onofrio guanya la demanda corrompent els jutges i els cardenals. Piperno és condemnat i escarnit pel poble, i Onofrio anuncia al Papa que acaba de morir la justícia als seus Estats.
Mentrestant, el Papa fa excomunicar l'emperador francès Napoleó Bonaparte. Quan el conflicte augmenta, Onofrio és nomenat comandant de la Guàrdia Suïssa a Castel Sant'Angelo. No es pren la situació molt seriosament, i finalment falla en la seva tasca de defensar el palau papal. Mentre deixa l'ordre per comprovar la fidelitat d'un jove plebeu seu, els guàrdies francesos entren a la Santa Seu per arrestar el Papa. Onofrio té personalment pocs prejudicis i ràpidament inclou coneguts del nou ordre dins del seu cercle, fent-se amic d'un jove comandant del regiment francès, així com d'oficials més alts. Tanmateix, això és per a la decepció de la seva piadosa mare, que afirma que els francesos, com a enemics del Papa Rei, també són enemics jurats de Déu.
Amb els ocupants francesos també arriba des de París una companyia de teatre que presenta la novetat de dones reals per a papers femenins. A causa de l'obtusitat del poble romà, l'espectacle és un fracàs, però Onofrio aprofita l'oportunitat per iniciar una aventura amb la cantant bella i d'esperit lliure Olympia. Una nit, mentre caminaven per les ruïnes del Fòrum per trobar un lloc adequat per dormir junts, s'adonen d'un carboner borratxo que és un perfecte sosia del marquès. Onofrio decideix fer una de les seves bromes canviant de paper. Indica al seu servent que l'home inconscient es vesteixi com ell mateix, mentre interpretarà el paper de Gasperino, el carboner. L'endemà al matí, el pobre borratxo es desperta al llit d'Onofrio i es veu transformat en marquès. Les seves males maneres fan creure a la família que està posseït per l'esperit d'un carboner mort, i l'oncle d'Onofrio intenta exorcitzar-lo. Després del primer xoc, Gasperino comença a adaptar-se al seu nou paper i alguns membres de la seva família el troben encara millor que el veritable marquès. Però la tornada del Papa després de la derrota de Napoleó condemna a Onofrio i Gasperino a arriscar-se a acabar amb la seva vida sota la guillotina.

## Repartiment
- Alberto Sordi... Onofrio Del Grillo / Gasperino el carboner
- Giorgio Gobbi... Ricciotto, criat
- Paolo Stoppa... Papa Pius VII
- Caroline Berg... Olympia, cantant francesa
- Jacques Herlin... Étienne Radet, general francès
- Marc Porel... Capità Blanchard, comandant francès
- Flavio Bucci... Don Bastiano, cap dels bandolers
- Riccardo Billi... Aronne Piperno, ebenista
- Elena Daskowa Valenzano... Marchesa del Grillo, mare
- Isabelle Linnartz... Genuflessa del Grillo, cosina
- Marina Confalone... Camilla del Grillo, germana
- Cochi Ponzoni... Conte Rambaldo, cunyat
- Andrea Bevilacqua... Pompeo, nebot
- Pietro Tordi... Mons. Terenzio del Grillo, oncle
- Leopoldo Trieste... Don Sabino, capellà
- Tommaso Bianco... Administrador
- Angela Campanella ... Faustina, concubina
- Elena Fiore... Anita, la mare de Faustina
- Gianni Di Pinto... Marcuccio, l'amant de Faustina
- Elisa Mainardi... la dona de Gasperino
- Isabella De Bernardi... filla de Gasperino
- Camillo Milli... Cardenal Secretari dels Estats Pontificis
- Giovanni Febbraro... Comissionat pontifici
- Salvatore Jacono... Bargello, Conestable Pontifici
- Paolo Paoloni... Capità de la Guàrdia Suïssa

## Premis
- 1982 - David di Donatello[2]
  - Millor escenografia a Lorenzo Baraldi
  - Millor dissenyador de vestuari a Gianna Gissi
  - Nominació a Millor pel·lícula
  - Candidat a millor productor a Giovanni De Feo, Gaumont i Opera
  - Candidatura a millor actor protagonista a Alberto Sordi
  - Candidat a Millor actor secundari a Paolo Stoppa
  - Candidat a millor director de fotografia a Sergio D'Offizi
- 1982 - Festival de Cinema de Berlín
  - Millor Director.[3]